# Летящ дракон
Вижте пояснителната страница за други значения на Дракон.
Летящият дракон (Draco Volans) е вид дървесен гущер от семейство Агамови (Agamidae). Летящите дракони са разпространени в тропическите гори и каучуковите плантации в Югоизточна Азия. Името на този вид гущери идва от характерния им начин на придвижване – те могат да летят от дърво на дърво, на разстояние до 50 m, благодарение на тънка ципа, разположена между предните и задните им крайници.

## Описание
Тези гущери са малки и достигат на дължина до около 20 cm. С разпъване на кожата между ребрата гущерите формират своеобразни „криле“, които представляват ципа, разположена между предните и задните крайници. Крилете са оцветени в синьо и жълто, като могат да бъдат на райета или петна. Женските са по-големи и с по-ярка окраска, но с по-малка гуша, сравнено с мъжките.
Основната храна на летящите дракони са мравките и термитите, които хващат с лепкавите си езици. Продължителността на живота им е неизвестна.

## Размножаване
Размножават се чрез снасяне на яйца. Женската слиза на земята единствено за да снесе от 1 до 5 яйца, всяко от които с тегло от 2 грама, които заравя в почвата. Броя на яйцата зависи от условията на хабитата им. Женската ще пази гнездото няколко дни, преди да се откаже. Летящите дракони рядко се връщат за да се грижат за малките си.

## Разпространение
От Филипините до Малайзия и Индонезия. Най-много видове летящи дракони се срещат в югозападните тропически гори на Азия и Индия, включително и Борнео и Филипинските острови.

## Поведение
В дивата природа летящия дракон е териториално животно. Обикновено мъжките маркират 2 или 3 дървета като своя територия и могат да притежават 1 до 3 женски. При среща между два самеца те изпъват частично или напълно кожата на гушата си и крилете си, а също така могат периодично да се изправят и снишават. Разпъването на кожата създава илюзия, че летящия дракон е по-голям и в моменти на опасност той прибягва към това средство за сплашване.

## Придвижване с летене
За преодоляване на големи разстояния летящият дракон се плъзга по въздуха благодарение на голямата площ, която образуват разпънатите му крила. Преди да се спусне той застава надолу с главата. Никога не лети (планира), когато вали или когато има силен вятър.

## Галерия
- Draco Volans с разгънати криле
- Draco spilonotus
- Draco dussumieri
- Камуфлажна окраска на летящ дракон